# Luskarji
Luskarji (znanstveno ime Squamata) je red plazilcev, ki imaji telo brez koščenega oklepa, pokrito z luskami. Red vljučuje kuščarje in kače.  
Posamezne vrste se med seboj razlikujejo po različno poroženeli povrhnjici, ki je sestavljena iz lusk. Imajo tudi premično kvadratno kost, kar jim omogoča premikati zgornjo čeljust glede na možgansko lobanjo. To je posebej opazno pri kačah, ki lahko svoja usta odprejo zelo široko in na ta način zaužijejo razmeroma velik plen. Obstaja več kot 6100 vrst. Predstavniki so različno veliki; najmanjši je vrsta gekona, ki meri od 16 mm (Sphaerodactylus ariasae), največja pa je do 8 m dolga zelena anakonda (Eunectes murinus).
Pri določanju luskarjev je pomembna oluskanost; prisotnost lusk po celotnem telesu se imenuje lepidoza, oluskanost celotne glave imenujemo folidoza, vrhnje strani glave pa pileus. Glede na velikost in obliko razlikujemo ploščice in luske.

## Evoloucija
Luskarji so monofiletska skupina, ki je tuataram sestrska skupina. Luskarji in tuatare skupaj so sestrska skupina krokodilom in pticam, današnjim arhozavrom. Fosili luskarjev so se prvič pojavili v zgodnji juri, vendar filogenija mitohondrijev kaže, da so se razvili v poznem permu. Evolucijska sorodstva znotraj luskarjev še niso povsem izdelana, kjer so najbolj problematična sorodstva kač z ostalimi skupinami. Glede na morfološke podatke so za legvane (Iguanidae) včasih predvidevali, da so se oddaljili od drugih luskarjev zelo zgodaj, vendar pa danes molekularna filogenija (iz mitohondrijev in jedrne DNK) tega ne podpira več. Ker imajo kače hitrejšo molekularno uro kot drugi luskarji, in obstaja nekaj zgodnejših kač in njihovih prednikov fosilov, je težko razrešiti sorodstva med kačami in drugimi skupinami luskarjev.

## Razmnoževanje
Samci luskarjev imajo spolni organ imenovan hemipenis (dvojni penis). Hemipenis je povlečen v telo, kadar je neaktiven, kakor je to podobno tudi pri človeškem penisu. Med združitvijo (kopulacijo) se hemipenis izviha iz telesa in samci izbrizgajo spermo v kloako samice. Dva cevasta organa se pri parjenju pogosto uporabljata izmenično. Hemipenisi so različnih oblik, odvisno od vrste. Včasih so opremljeni tudi s posebnimi kaveljci, da se samec lažje obdrži na samici. Nekatere vrste imajo celo razcepljena hemipenisa (vsak hemipenis ima dve konici). 
To je edina  skupina plazilcev v kateri je mogoče najti tako živorodne vrste (viviparija), vrste kjer samice skotijo žive mladiče, ki pa se malo pred tem izležejo v notranjosti samice iz jajc (ovoviviparija), kot tudi običajne jajcerodne plazilce (oviparija). Nekatere vrste, kot je tudi komodoški varan, se lahko razmnožujejo nespolno z partenogenezo (razvoja zarodka iz jajčne celice brez oploditve).

## Evolucija strupa
Nedavne raziskave kažejo, da naj bi evolucijski izvor strupa izhajal globoko iz filogenije luskarjev, 60% luskarjev je uvrščenih v hipotetično skupino poimenovano Toxicofera. Strup je bil poznan družinam Caenophidia, Anguimorpha in Iguania in izkazalo se je, da se je razvijal v istem časovnem obdobju za vsa omenjena porekla, preden so se te tri družine razcepile, - vsa porekla imajo devet osnovnih toksinov.
Izkazalo se je, da se je kačji strup razvil s pomočjo procesa pri katerem je gen, ki kodira normalne telesne beljakovine, podvojen in kopija je selektivno izražena v strupni žlezi. V preteklosti so domnevali, da je strup modifikacija sline ali beljakovin trebušne slinavke, vendar so odkrili, da so bili različni strupi sestavljeni iz velikega števila različnih beljakovinskih teles in se med seboj razlikujejo ravno tako kot same njihove funkcije.
Naravna selekcija je usmerjala raznolikost toksinov in obrambne mehanizme plena. Obstaja hipoteza, da je hitra evolucija in raznolikost rezultat odnosov med plenom in roparicami, kjer se oba prilagajata eden drugemu.

## Ljudje in luskarji

### Ugrizi in smrtni primeri
Ocenjuje se, da na leto umre 125.000 ljudi zaradi pikov strupenih kač. Samo v ZDA vsako leto poročajo o več kot 8.000 pikih strupenjač. Poleg tega je znano, da kače ljubljenčki, kot so boe in pitoni, včasih tudi ubijejo človeka z zadušitvijo
Ugrizi kuščarjev, za razliko od pikov strupenih kač, niso usodni. Komodoški varan lahko ubije človeka zaradi svoje velikosti. Dve znanih strupeni vrsti kuščarja, strupeni bradavičar (Heloderma suspectum) in pisani bradavičar (Heloderma horridum) še nista povzročila smrt ljudi zaradi zastrupitve.

### Ohranjanje vrst
Čeprav so preživeli najhujše spremembe v zgodovini Zemlje so danes mnoge vrste luskarjev ogrožene zaradi izgube habitata, lova, trgovine z živalmi, vnašanje tujerodnih vrst v njihov življenjski prostor (domorodne vrste so izpostavljene pomanjkanju hrane, boleznim, in plenilstvu) in zaradi mnogi drugih razlogov. Zaradi tega so nekatere vrste tudi izumrle. V rezervatih za divje živali in s programi vzreje so mnoge ogrožene vrste zaščitili pred izumrtjem.

## Klasifikacija
Tradicionalno je red luskarjev razdeljen na tri podredove:
- Lacertilia, kuščarji;
- Serpentes, kače;
- Amphisbaenia, kolutniki.

Izmed teh, kuščarji tvorijo parafiletsko skupino (ker "kuščarji" ne vkjučujejo podklad kač). V novejši klasifikaciji se za plazilce in ptiče uporablja ime Sauria, in red Squamata je razdeljen drugače:
- Podred Iguania – (agame, kameleoni, legvani in drugi kuščarji Novega sveta)
- Podred Scleroglossa
  - Infrared Anguimorpha (kačasti kuščarji) –  (varan, strupeni bradavičar, krokodilji slepec, slepci in drugi)
  - Infrared Amphisbaenia (kolutniki)
  - Infrared Gekkota (gekoni)
  - Infrared Scincomorpha – (skinki, teji in evropski kuščarji)
  - Infrared Serpentes (kače)

Odnosi med temi podredovi še niso zanesljivo določeni.

## Seznam družin
| Amphisbaenia (kolutniki)                          |                                             |                                                    |                     |
| Družina                                           | Domače ime                                  | Primer vrste                                       | Fotografija primera |
| Amphisbaenidae Gray, 1865                         | tropski kolutniki                           | Amphisbaena alba                                   |                     |
| Bipedidae Taylor, 1951                            | Bipes kolutniki                             | Bipes biporus                                      |                     |
| Rhineuridae Vanzolini, 1951                       | severnoameriški kolutniki                   | Rhineura floridana                                 |                     |
| Trogonophidae Gray, 1865                          | palearktični kolutniki                      | Trogonophis wiegmanni                              |                     |
| Anguoidea oz. Diploglossa                         |                                             |                                                    |                     |
| Družina                                           | Domače ime                                  | Primer vrste                                       | Fotografija primera |
| Anguidae Oppel, 1811                              | slepci                                      | navadni slepec (Anguis fragilis)                   |                     |
| Anniellidae Gray, 1852                            | ameriški breznogi kuščarji                  | kalifornijski obročar (Anniella pulchra)           |                     |
| Xenosauridae Cope, 1866                           | grbičarji                                   | Shinisaurus crocodilurus                           |                     |
| Gekkota (gekoni in luskonožci)                    |                                             |                                                    |                     |
| Družina                                           | Domače ime                                  | Primer vrste                                       | Fotografija primera |
| Dibamidae Boulenger, 1884                         | slepi kuščarji                              | Dibamus nicobaricum                                |                     |
| Gekkonidae Gray, 1825                             | gekoni                                      | tokej (Gekko gecko)                                |                     |
| Pygopodidae Boulenger, 1884                       | plavutonožni kuščarji oz. luskonožci        | avstralski luskonožec vrste Pygopus lepidopodus    |                     |
| Iguania (legvani in sorodstvo)                    |                                             |                                                    |                     |
| Družina                                           | Domače ime                                  | Primer vrste                                       | Fotografija primera |
| Agamidae Spix, 1825                               | agame                                       | bradata agama (Pogona vitticeps)                   |                     |
| Chamaeleonidae Gray, 1825                         | kameleoni                                   | jemenski kameleon (Chamaeleo calyptratus)          |                     |
| Corytophanidae Frost & Etheridge, 1989            | čeladasti kuščarji                          | grebenasti bazilisk (Basiliscus plumifrons)        |                     |
| Crotaphytidae Frost & Etheridge, 1989             | kuščarji ovratničarji in leopardji kuščarji | ogrličasti legvan (Crotaphytus collaris)           |                     |
| Hoplocercidae Frost & Etheridge, 1989             | pritlikavi in bodičasti legvani             | Enyalioides palpebralis                            |                     |
| Iguanidae                                         | legvani                                     | morski legvan (Amblyrhynchus cristatus)            |                     |
| Leiosauridae Frost et al., 2001                   |                                             | Pristidactylus achalensis                          |                     |
| Liolaemidae Frost & Etheridge, 1989               |                                             | Liolaemus nitidus                                  |                     |
| Opluridae Frost & Etheridge, 1989                 | malagaški legvani                           | Chalarodon madagascariensis                        |                     |
| Phrynosomatidae Frost & Etheridge, 1989           | severnoameriški bodičasti kuščarji          | Cophosaurus texanus                                |                     |
| Polychrotidae Frost & Etheridge, 1989             | Anoli in sorodstvo                          | zeleni ali rdečegoltni anoli (Anolis carolinensis) |                     |
| Tropiduridae Frost & Etheridge, 1989              | neotropski talni kuščarji                   | Microlophus peruvianus                             |                     |
| Platynota oz. Varanoidea                          |                                             |                                                    |                     |
| Družina                                           | Domače ime                                  | Primer vrste                                       | Fotografija primera |
| Helodermatidae                                    | bradavičarji                                | strupeni bradavičar (Heloderma suspectum)          |                     |
| Lanthanotidae                                     |                                             | gluhi varan (Lanthanotus borneensis)               |                     |
| Varanidae                                         | varani                                      | Varanus giganteus                                  |                     |
| Scincomorpha (skinki in sorodstvo)                |                                             |                                                    |                     |
| Družina                                           | Domače ime                                  | Primer vrste                                       | Fotografija primera |
| Cordylidae                                        | pasasti in ščitasti kuščarji                | Cordylus warreni                                   |                     |
| Gerrhosauridae                                    |                                             | sudanski ščitar (Gerrhosaurus major)               |                     |
| Gymnophthalmidae                                  |                                             | Anadia rombiphera                                  |                     |
| Lacertidae Oppel, 1811                            | kuščarice                                   | biserna kuščarica (Lacerta lepida)                 |                     |
| Scincidae Oppel, 1811                             | skinki                                      | zahodni modrojezični skink (Tiliqua occipitalis)   |                     |
| Teiidae                                           | teji                                        | Tupinambis teguixin                                |                     |
| Xantusiidae                                       | nočni kuščarji                              | Xantusia henshawi                                  |                     |
| Alethinophidia                                    |                                             |                                                    |                     |
| Družina                                           | Domače ime                                  | Primer vrste                                       | Fotografija primera |
| Acrochordidae Bonaparte, 1831                     | bradavičarke                                | obročkasta zrnokožka (Acrochordus granulatus)      |                     |
| Aniliidae Stejneger, 1907                         |                                             | koralna svitkarica (Anilius scytale)               |                     |
| Anomochilidae Cundall, Wallach and Rossman, 1993. |                                             | Anomochilus leonardi                               |                     |
| Atractaspididae Günther, 1858                     | zemeljski gadi                              | Bibronov zemeljski gad (Atractaspis bibroni)       |                     |
| Boidae Gray, 1825                                 | udavi                                       | amazonski drevesni udav (Corallus hortulanus)      |                     |
| Bolyeriidae Hoffstetter, 1946                     |                                             | otroški udav (Casarea dussumieri)                  |                     |
| Colubridae Oppel, 1811                            | goži                                        | belouška (Natrix natrix)                           |                     |
| Cylindrophiidae Fitzinger, 1843                   |                                             | rdečerepa valjačka Cylindrophis ruffus             |                     |
| Elapidae Boie, 1827                               | strupeni goži                               | kraljeva kobra (Ophiophagus hannah)                |                     |
| Loxocemidae Cope, 1861                            |                                             | mehiška rijoča kača (Loxocemus bicolor)            |                     |
| Pythonidae Fitzinger, 1826                        | pitoni                                      | kraljevski piton (Python regius)                   |                     |
| Tropidophiidae Brongersma, 1951                   |                                             | Trachyboa boulengeri                               |                     |
| Uropeltidae Müller, 1832                          |                                             | Uropeltis ceylanica                                |                     |
| Viperidae Oppel, 1811                             | gadi                                        | laški gad (Vipera aspis)                           |                     |
| Xenopeltidae Bonaparte, 1845                      | mavričarke                                  | mavričasta kača (Xenopeltis unicolor)              |                     |
| Scolecophidia (slepe kačice in slepice)           |                                             |                                                    |                     |
| Družina                                           | Domače ime                                  | Primer vrste                                       | Fotografija primera |
| Anomalepidae Taylor, 1939                         |                                             | Liotyphlops beui                                   |                     |
| Leptotyphlopidae Stejneger, 1892                  | slepe kačice                                | barbardoška nitna kača (Leptotyphlops carlae)      |                     |
| Typhlopidae Merrem, 1820                          | slepice                                     | reuterjeva slepica (Typhlops reuteri)              |                     |